# 7 Notas 7 Colores
7 Notas 7 Colores es un grupo de música rap de El Prat de Llobregat fundado en 1993. En su momento fueron uno de los grupos más representativos en la escena no solo nacional sino también hispanoamericana, llegando a editarse algunos de sus discos en Estados Unidos. Se dice que 7 Notas 7 Colores es uno de los grupos pioneros del rap español.

## Biografía
Formado inicialmente por Dive Dibosso, DJ Neas, Eloy y Mucho Muchacho, el grupo se reduce al dúo formado por Mucho Muchacho (MC), y Dive Dibosso (productor musical), acompañados por DJ Neas en los conciertos. Tras publicar el primer disco, "Hecho, es Simple", Neas abandona la formación, a la par que entra Eddy la Sombra, como MC. Posteriormente, DJ Vadim se añade como DJ y productor a la formación.
El álbum "Hecho, es simple" se ha convertido en un clásico del hip hop español.

"Suele ocurrir que el mejor disco que muchos artistas es el primero que firman. Para muestra un botón de rabia, mala leche y chulería sin pulir que gastaba el cerebro de un Mucho Muchacho corroído por las circunstancias, firmando textos ricos en bilis conducidos hábilmente por los novedosos ritmos de un Dive Divosso, con el que muchos empezamos a vislumbrar lo futurible de las producciones en este país. Mientras los demás se amoldaban a las cuatro paredes del verso y el boom bap, Oliver y Dive se salían del tiesto y reescribían nuevas reglas. Este disco no sólo pasó a la historia por ser de los primeros largos "serios" editados en España, junto a CPV o La Puta Opepé. Vinieron a comerse el mundo y no dejaron ni los huesos."Dobleache

Sobre este disco Mucho Muchacho declaró:

"Hecho, es simple es un disco que está de puta madre y está ahí. Es un clásico del hip hop en España, algo que no puede negar nadie. Está ahí y estará siempre. Realmente no esperaba nada de ese disco. De hecho, si haces música esperando algo, esperando dinero... no vas bien. En esa época éramos, como quien dice, dos grupos de rap en España. Estaban los que hacían maquetas y las vendían, tratando de hacer dinero vendiéndolas y estábamos la gente como CPV, Dive y yo, que hacíamos maquetas y nos sudaba el rabo, ¿sabes? (...)" Mucho Muchacho

En el año 1999, 7 Notas 7 Colores sacan nuevo disco titulado 77, con buenos resultados de ventas, consiguiendo ser el primer grupo de hip hop en entrar en las listas de AFYVE. Tras la salida del disco y de cara a las preparaciones para un tercer LP el grupo y el sello discográfico tuvieron discrepancias que acabaron con la salida del grupo del mismo. Fundan su propia compañía discográfica llamada La Mami Internacional, con el que sacan su tercer y último álbum, del mismo nombre. Este álbum fue nominado a los Premios Grammy Latinos en la categoría de "Mejor Álbum Rap/Hip-Hop". En el año 2002 el grupo se disolvió.
La temática de sus letras se aleja de lo que sería normal en España, acercándose más al concepto de entender el hip hop que tienen algunos grupos de Estados Unidos. Además de la exaltación del ego; el dinero, las mujeres, las drogas y la policía son los temas más tratados en sus canciones. En las letras de Mucho Muchacho encontramos palabras procedentes del español de México.
Eddy la Sombra (ahora Eddy Drameh) y Dive Dibosso actúan ahora como dúo, bajo el nombre de León Dramaz, que publicó Infinito en 2003. Por su parte, y tras editar su debut en solitario, Chulería, Mucho Muchacho ejerce de DJ en Ibiza.
En 2006 toman contacto con un grupo de skaters de Buenos Aires y graban el video "Panoja mil", en el que se encuentran como invitados los skaters Nanni Deltoro y Marcos Laprebendere. A su vez, ese mismo año, Mucho Muchacho saca una mixtape llamada "The Hip-Hop Institute Vol.1" bajo su alias como DJ "Skinny Banana Cap", con temas míticos de hip-hop estadounidense y un interludio suyo.
En el año 2007, Mucho Muchacho anunció la vuelta ya confirmada de 7 notas 7 colores, (aunque la fecha de lanzamiento del tan ansiado LP es un misterio), con una formación renovada. Aparte de Mucho Muchacho, y Dj Vadim entra a la formación Principiante, MC valenciano, que ya editó un disco en solitario titulado "Mulato man escuela".
Finalmente en 2008 el grupo vuelve con una canción titulada "Tenemos Droga" muy polémica, a pesar de todo 7 Notas 7 Colores no ha continuado en activo y ya sus miembros trabajan en solitario.
Actualmente, Mucho Muchacho se encuentra trabajando en un proyecto junto a los productores valencianos Cookin' Soul, llamado Cookin' Bananas.

## Discografía
- La Comunidad Del Guisante (Maqueta, 1993)
- Floriver Neas (Maqueta, 1994)
- Con esos ojitos (Maxi) (Yo Gano, 1997)
- Hecho, es simple (LP) (Yo Gano, 1997)
- La Medicina (Maxi) (La Madre-Superego, 1998)
- 77 (LP) (La Madre-Superego, 1999)
- Gorilas y Bananas/Este Es Un Problema Para Mis... (Maxi) (La Madre-Superego, 1999)
- La Mami Internacional (LP) (La Mami, 2000)
- Yo vivo (Maxi) (La Mami, 2002)
- Tenemos droga (Sencillo) (C.R.E.A.M., 2008, no realizado)

## Colaboraciones
- VV.AA. "Los Planes Y Archivos Secretos Del Doctor Yo CD1" (2000)